# Small Planet Airlines
La Small Planet Airlines (già FlyLal Charters) era una compagnia aerea charter con sede a Vilnius, in Lituania. Ha avuto basi in Polonia, a Varsavia e Katowice e in Italia a Milano.

## Storia
Inizialmente di proprietà della lituana Avia Solution Group, era controllata al 60% dall'italiana Aeroservizi Air Charter Broker sgst srl.
Con il cambio dell'azionariato la compagnia aveva anche ottenuto il COA italiano per operare come compagnia italiana.
Il 20 gennaio 2014 l'ENAC revoca alla filiale italiana (Small Planet Italia), che operava dalla base di Roma con aeromobili Boeing 737, la licenza di trasporto aereo (COA - Certificato di operatore aereo) in quanto sono venuti meno i requisiti essenziali sugli aspetti economico-finanziari per il mantenimento della licenza, secondo quanto previsto dal Regolamento comunitario 1008 del 2008.
Al contrario della filiale italiana, la filiale principale della compagnia situata a Vilnius in Lituania, negli ultimi anni (dal 2014 al 2018) ha avuto una espansione incredibile. Affermandosi prima di tutto come compagnia charter, e anche di linea, in quanto operava voli di linea regolari, arrivando quasi al punto di venire considerata una specie di compagnia di bandiera, visto la mancanza di una vera compagnia di bandiera lituana. Nell’estate 2016 con una flotta di circa 24 aeromobili, tutti Airbus 320 e 321, la compagnia ha operato voli dalle basi di Manchester, Londra Gatwick, Parigi Charles de Gaulle, Verona Villafranca, dalla Polonia, dalla Cambogia e infine ovviamente dalla Lituania. I voli principalmente collegavano le Isole Canarie, Capo Verde, la città di Faro in Portogallo, le Baleari, Olbia in Italia, Split in Croazia, località turistiche del Marocco e dell'Africa. Durante l’inverno la compagnia ha volato anche in Finlandia e in note località sciistiche.
Nel 2017 la compagnia continua la sua espansione chiudendo alcune basi ma aprendone moltissime altre, tra le quali Amsterdam Schiphol nei Paesi Bassi, in Germania a Paderborn, Hannover, Amburgo e molte altre città tedesche. Inoltre vengono creati nuovi certificati di operatore aereo in Germania e Cambogia.
In Polonia la Small Planet Airlines è stata eletta per due volte compagnia aerea charter dell’anno.

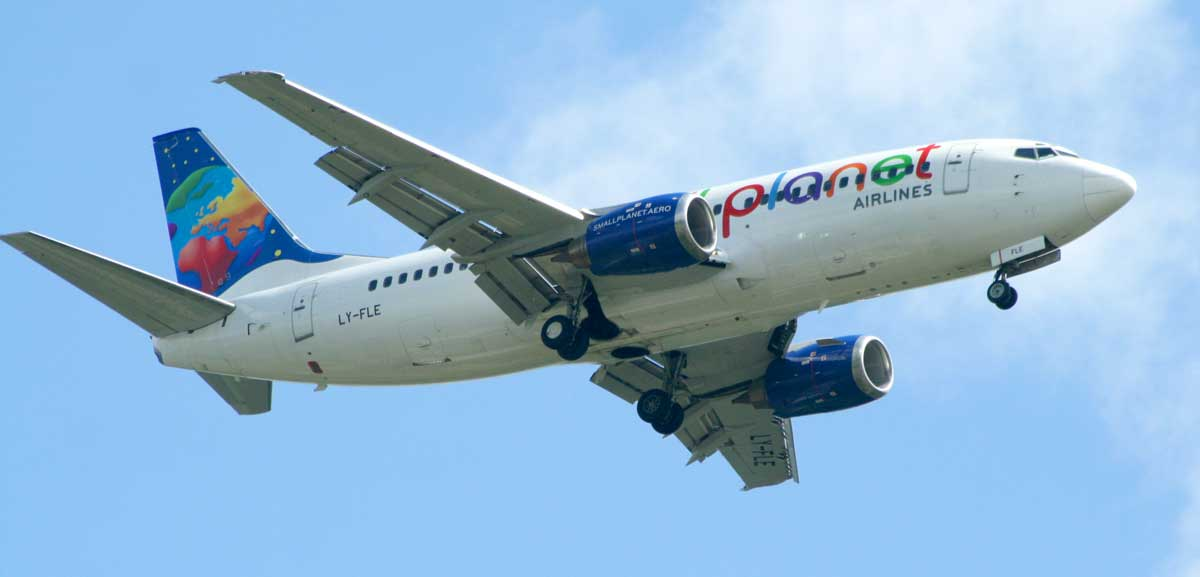
Un Boeing 737-300.

Nello stesso anno, soprattutto nel periodo estivo la compagnia viene afflitta dalla carenza di personale di volo, soprattutto piloti, a causa di una carenza globale nel settore e dal fallimento di Air Berlin. Ciò ha provocato gravi ritardi e inconvenienti che in seguito hanno portato la compagnia a soffrire di difficoltà economiche.
Il 28 novembre 2018 l'ente per l'aviazione civile lituano CAA ha revocato la licenza di operatore aereo alla compagnia, decretandone la messa a terra di tutti gli aeromobili.

## Flotta
| Aereo           | Totale | Ordini | Passeggeri | Note |
| --------------- | ------ | ------ | ---------- | ---- |
| Boeing 737-300  | 2      | -      | 148        |      |
| Airbus A320-200 | 16     | -      | 180        |      |
| Totale          | 18     | -      |            |      |